# Daniel Carvalho da Silva
Daniel Carvalho da Silva (sinh ngày 10 tháng 3 năm 1981) là một cầu thủ bóng đá người Brasil.

## Sự nghiệp câu lạc bộ
Daniel Carvalho da Silva đã từng chơi cho Thespa Kusatsu.

## Thống kê câu lạc bộ

### J.League
| Đội            | Năm       | J.League | J.League | J.League Cup | J.League Cup | Tổng cộng | Tổng cộng |
| Đội            | Năm       | Trận     | Bàn      | Trận         | Bàn          | Trận      | Bàn       |
| -------------- | --------- | -------- | -------- | ------------ | ------------ | --------- | --------- |
| Thespa Kusatsu | 2010      | 6        | 0        | -            | -            | 6         | 0         |
| Tổng cộng      | Tổng cộng | 6        | 0        | 0            | 0            | 6         | 0         |